# Orthocentrus rugulosus
Orthocentrus rugulosus är en stekelart som först beskrevs av Léon Abel Provancher 1883.  Orthocentrus rugulosus ingår i släktet Orthocentrus och familjen brokparasitsteklar. Inga underarter finns listade i Catalogue of Life.